# Ocypodoidea
Super-famille
Les Ocypodoidea sont une super-famille de crabes, de mœurs amphibies (vivant sur les plages). 
Elle comprend huit familles.
Elle a été créée par Constantine Samuel Rafinesque (1783-1840) en 1815.

## Liste des familles
Selon World Register of Marine Species (4 juillet 2016) :
- famille Camptandriidae Stimpson, 1858
- famille Dotillidae Stimpson, 1858
- famille Heloeciidae H. Milne Edwards, 1852
- famille Macrophthalmidae Dana, 1851
- famille Mictyridae Dana, 1851
- famille Ocypodidae Rafinesque, 1815
- famille Ucididae Števčić, 2005
- famille Xenophthalmidae Stimpson, 1858

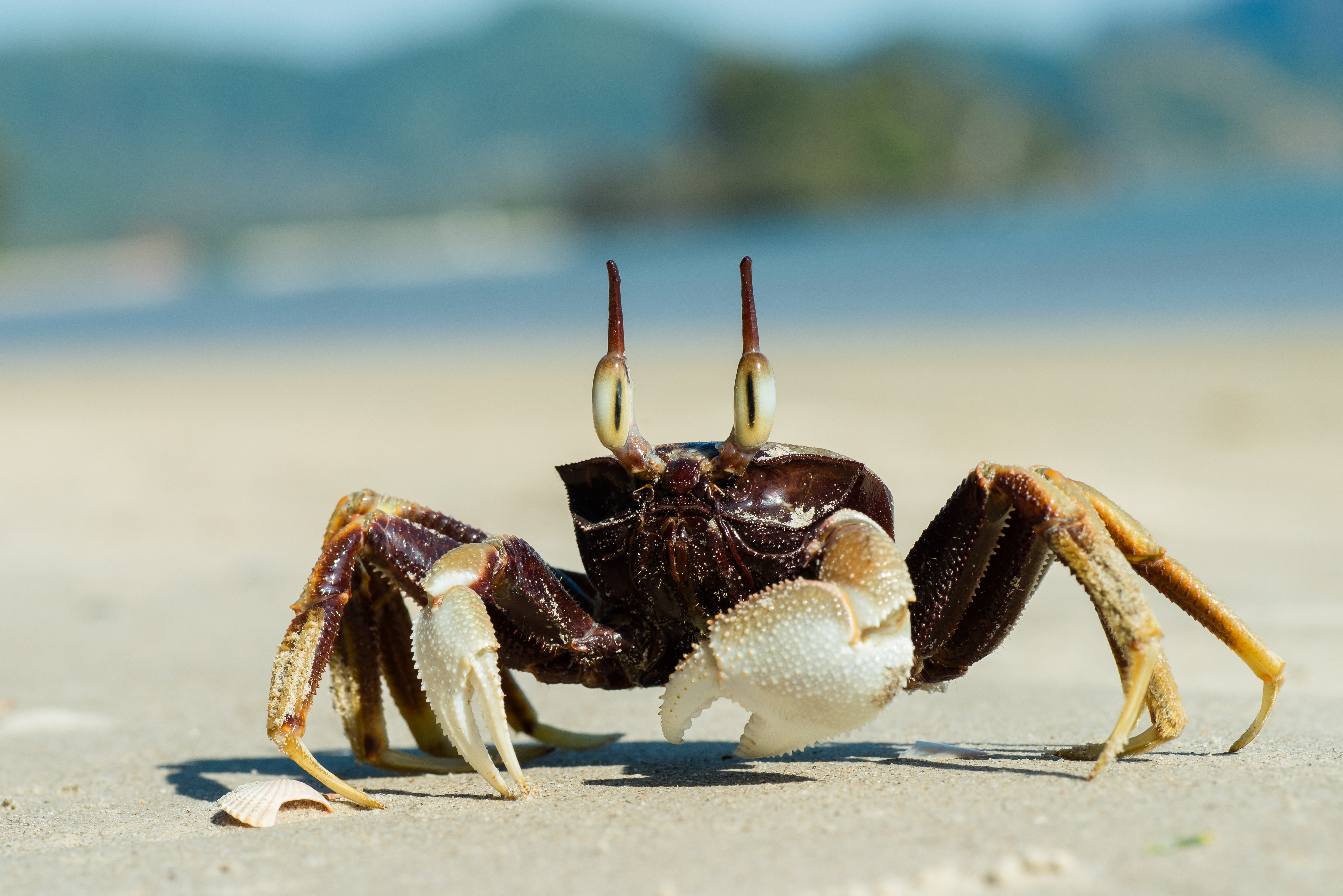
Ocypode ceratophthalma

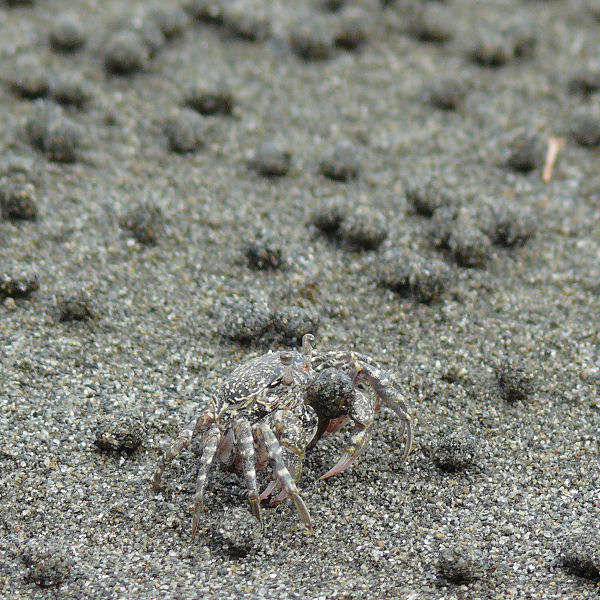
Scopimera globosa (Dotillidae)
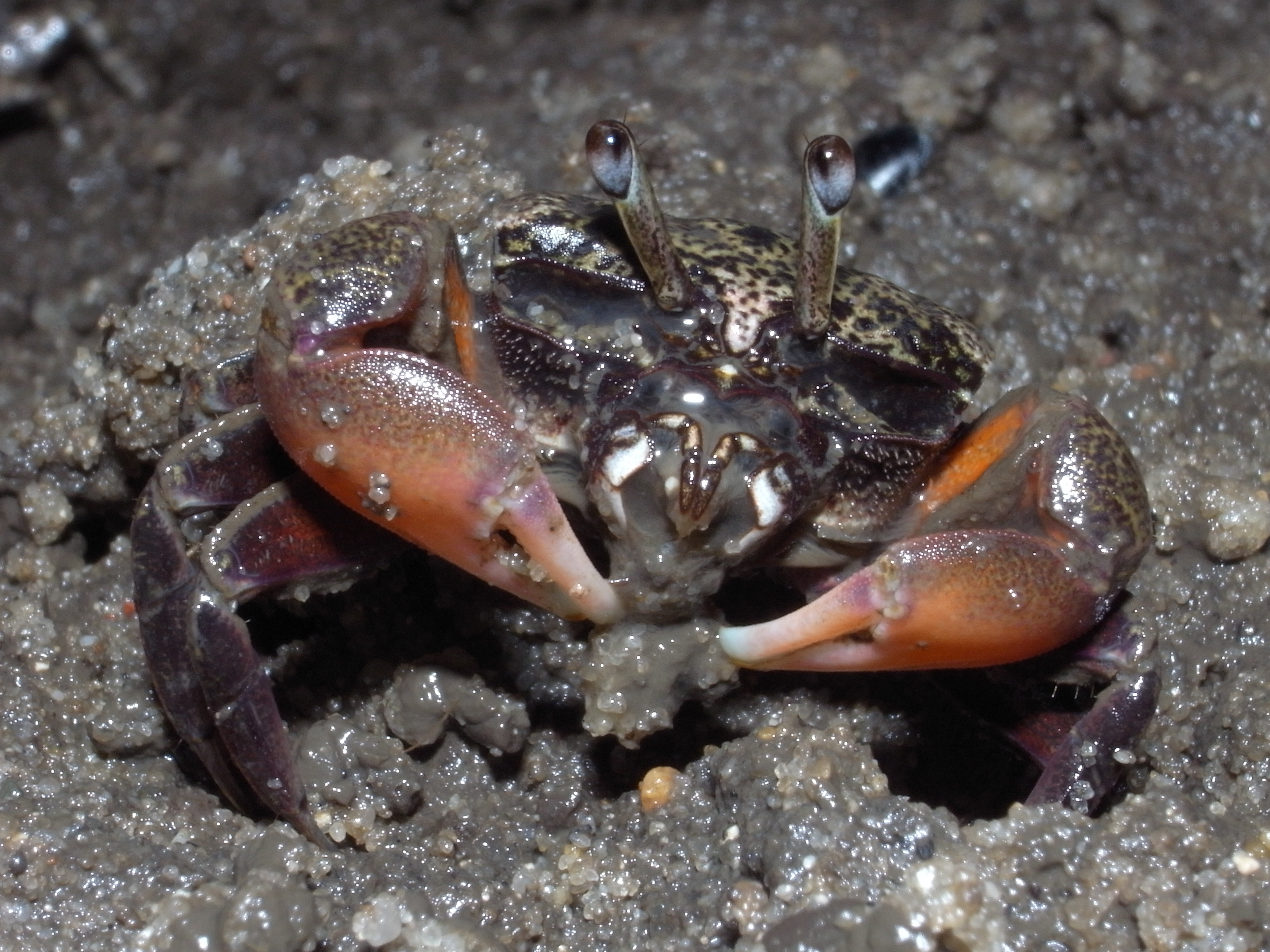
Heloecius cordiformis (Heloeciidae)
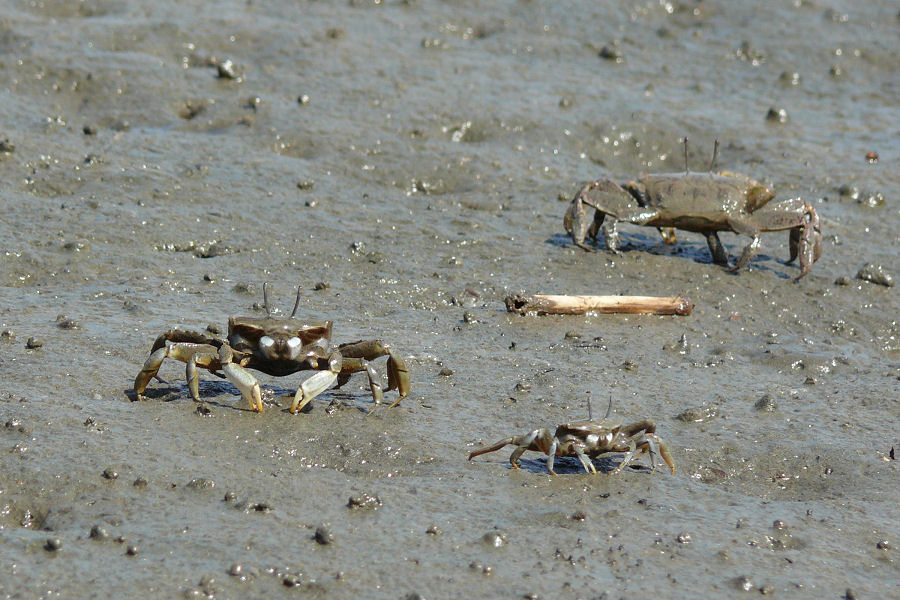
Macrophthalmus japonicus (Macrophthalmidae)
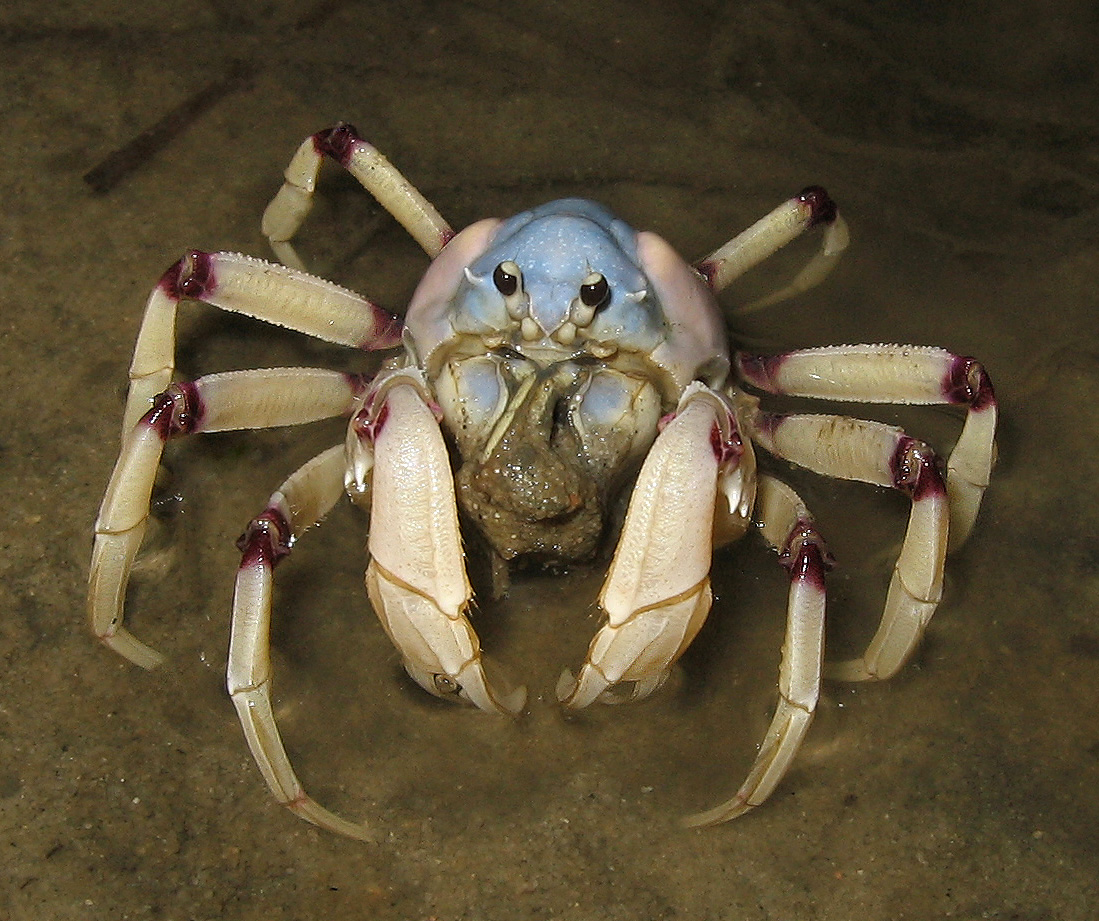
Mictyris longicarpus (Mictyridae)
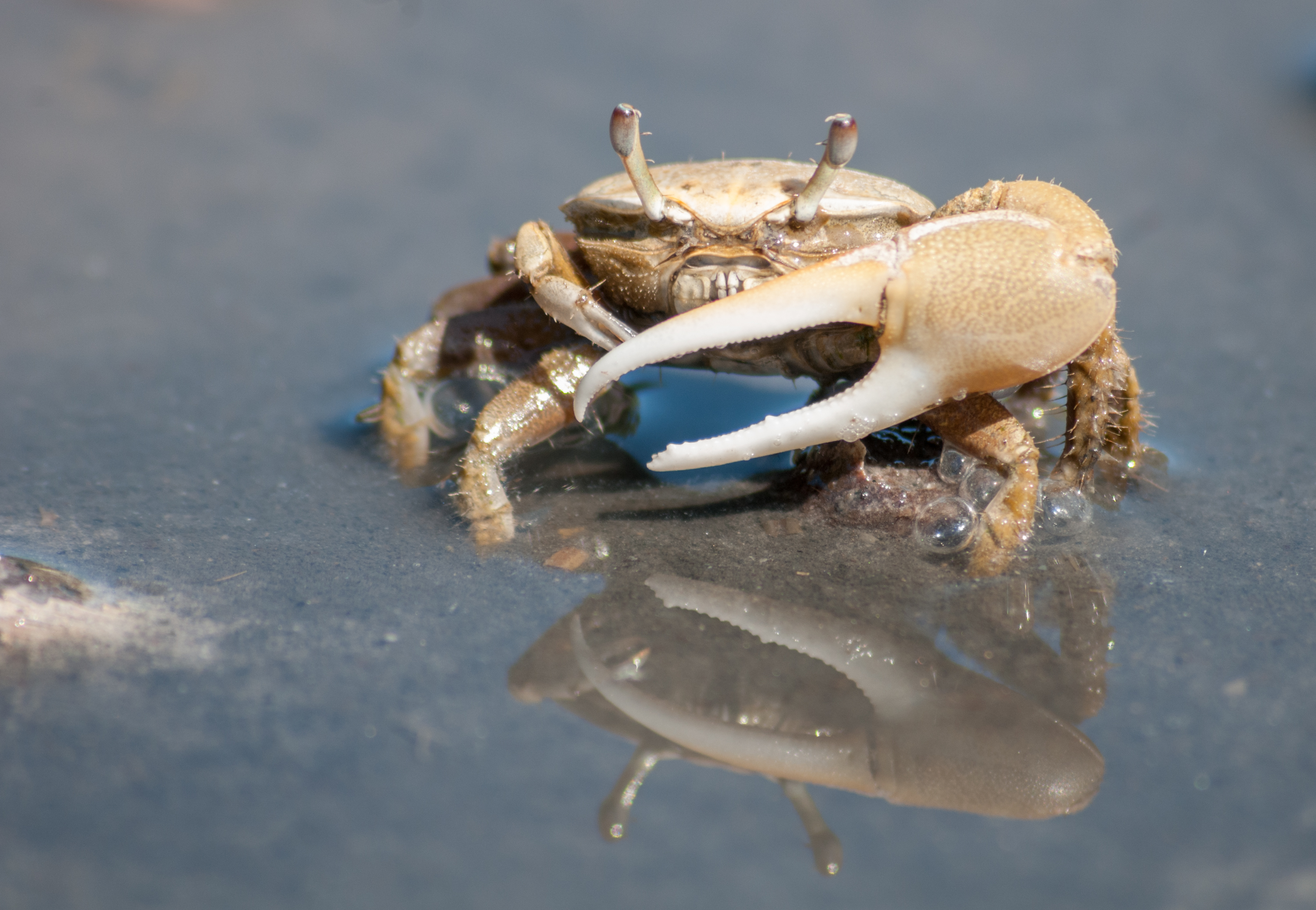
Uca leptodactyla (Ocypodidae)
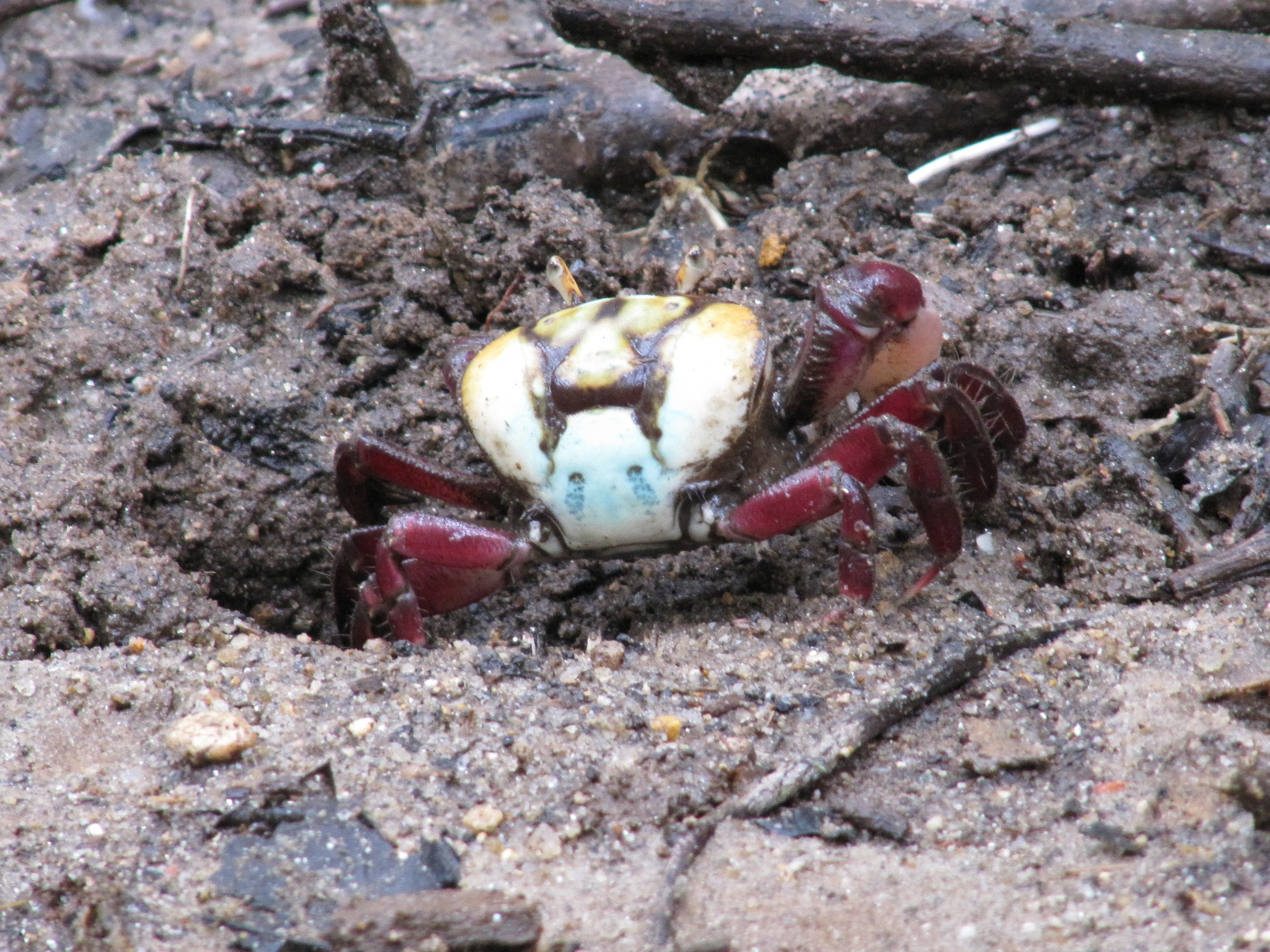
Ucides cordatus (Ucididae)

## Référence
- Rafinesque, 1815 : Analyse de la Nature, ou Tableau de l’Univers et des Corps Organisés. p. 1-224.

## Sources
- Ng, Guinot & Davie, 2008 : Systema Brachyurorum: Part I. An annotated checklist of extant brachyuran crabs of the world. Raffles Bulletin of Zoology Supplement, n. 17 p. 1–286.